# Велимир Стојнић (фудбалер)
Велимир Стојнић (Бања Лука, 29. октобар 1962) бивши је српски и југословенски фудбалер и фудбалски тренер.

## Каријера
Стојнић је рођен 29. октобра 1962. године у Бања Луци. У фудбалском клубу Борац Бања Лука је поникао и почео да тренира фудбал. У каријери је наступао за први тим Борца, а играо је на позицији одбрамбеног играча. Након завршетка играчке каријере посветио се послу фудбалског тренера.
Био је селектор кадетске репрезентације Босне и Херцеговине од 2004. до 2011. године. У том периоду развоја омладинског фудбала и репрезентације, Стојнић је сарађивао са Расимом Мујезиновићем, Ивицом Павловићем, Денисом Садиковићем, Aнтом Кокићем и Данимиром Милановићем. У међувремену током 2008. био је на клупи Модриче Максиме заједно с Митром Лукићем, у квалификационим утакмицама за Лигу шампиона против Динама из Тиране и данског Aлборга. Године 2009. први пут је постао тренер Борца из Бања Луке, наследио је Владу Јагодића. Остао је до почетка 2010. године, када је из личних разлога поднео оставку. По други пут је постављен за тренера Борца у сезони 2011/12. После пораза од Леотара 17. марта 2012. године на гостовању у Требињу, поднео је оставку. Убрзо након тога је преузео фудбалски клуб Рудар из Приједора који је играо у Премијер лиги Босне и Херцеговине. Након годину дана споразумно је раскинуо уговор са Рударом. Од 2015. године Стојнић је постао главни тренер Козаре из Градишке. Отишао је из клуба на крају сезоне 2016/17.